# Ми-14
Това е боен  хеликоптер МИ 14.Той служи на българските военноморски сили.
Ширината му е 3,14 метра.
Теглото му е 14,000 кг.
Максималната височина му е 4,000 метра.
Развива 2225 конски сили.
Максималната височина за излитане и кацане е 1400 метра.
Неговите оръжия са за отбрана и унищожаване на подводници.
въоръжение:
4 Бомби-ПЛАБ
2 Торпеда-AT-1E
Първи полет-1 август 1967 година.
В момента 11 държави включитално и България използват този модел вертолет.